# Ciudad doliente
Ciudad doliente (en chino: 悲情城市; en pinyin: Bēiqíng chéngshì) es una película dramática taiwanesa de 1989 dirigida por Hou Hsiao-hsien, que relata la historia de una familia involucrada en el llamado "Terror Blanco de Taiwán" que el gobierno del partido Kuomintang infligió al pueblo taiwanés tras su llegada de la China continental a finales de la década de 1940, durante el cual miles de taiwaneses y emigrantes fueron fusilados o encarcelados. Fue la primera producción cinematográfica que expuso abiertamente las fechorías cometidas por el KMT después de su toma de posesión de Taiwán en 1945, y la primera en describir el incidente del 28 de febrero de 1947, en el que miles de personas fueron masacradas por miembros del mencionado partido político.
Ciudad doliente fue la primera de tres películas taiwanesas en ganar el prestigioso León de Oro en el Festival Internacional de Cine de Venecia, y es considerada la obra maestra de la carrera de Hou. El filme fue seleccionado para representar al país asiático en la categoría de mejor película extranjera en la 62.ª edición de los Premios de la Academia, aunque al final no pudo alcanzar la nominación.
Es considerada como la primera entrega de una trilogía de películas de Hsiao-Hsien que cuentan la historia de Taiwán, entre las que se incluyen El maestro de marionetas (1993) y Hombres buenos, mujeres buenas (1995). Estas películas son conocidas colectivamente como la "Trilogía de Taiwán" por críticos y académicos.

## Sinopsis
La película relata la historia de la familia Lin en un pueblo costero cerca de Taipéi, Taiwán entre 1945 y 1949, el período posterior al final de los cincuenta años de dominio colonial japonés y anterior al establecimiento de un gobierno en el exilio en Taiwán por las fuerzas del partido Kuomintang de Chiang Kai-shek una vez que el ejército comunista capturó la China continental.
La historia inicia el 15 de agosto de 1945, con la voz del emperador Hirohito anunciando la rendición incondicional de Japón. Mientras tanto, Lin Wen-heung, dueño de un bar llamado "Pequeño Shangái" y el mayor de los cuatro hijos de la familia Lin, espera el nacimiento de su nuevo hijo. Ya había perdido a uno de sus hijos en Filipinas durante la guerra. El cuarto y más joven de los herederos, Wen-ching, es un fotógrafo con inclinaciones izquierdistas que quedó sordo tras un accidente de la infancia; es muy amigo de Hinoe y de su hermana, Hinomi.
El tercer hijo, Lin Wen-leung, regresa a Taiwán después de la guerra, pero sufre una crisis nerviosa. Comienza a participar en actividades ilegales, incluyendo el robo de billetes japoneses y el contrabando de drogas con los traficantes de Shanghái. Wen-heung finalmente se entera de sus actividades y lo detiene, sin embargo, esto lleva a la mafia de Shanghái a organizar el encarcelamiento de Wen-leung bajo falsos cargos de colaboración con los japoneses. Mientras está en prisión, Wen-leung es torturado y sufre una lesión cerebral que lo deja mentalmente lisiado.
Se produce el incidente del 28 de febrero de 1947, en el que miles de taiwaneses son masacrados por las tropas del Kuomintang. La familia Lin sigue los anuncios relacionados con el evento a través de la radio, en los que Chen Yi, el jefe ejecutivo de Taiwán, declara la ley marcial para reprimir a los disidentes. Los heridos son llevados a la clínica del vecindario y Wen-ching y Hinoe son arrestados. Al salir de la cárcel, Hinoe se dirige a las montañas para unirse a las guerrillas de izquierda. Wen-ching expresa su deseo de unirse a Hinoe, pero éste lo convence para que regrese y le pida matrimonio a Hinomi.
Un día, cuando Lin Wen-heung está apostando en un casino, estalla una pelea con uno de los shanghaineses que previamente incriminó a Wen-leung. Esto lleva al asesinato de Wen-heung a manos de un miembro de la mafia. Después de su funeral, Wen-ching y Hinomi se casan en su hogar y más adelante tienen un hijo. La pareja apoya al grupo de resistencia de Hinoe, pero las fuerzas guerrilleras son derrotadas y ejecutadas. Se las arreglan para informar a Wen-ching del hecho y animarle a escapar, pero Hinomi cuenta más tarde que no tenían ningún sitio al que ir. Como resultado, Wen-ching es pronto arrestado por el Kuomintang por su participación en el grupo guerrillero.

## Reparto

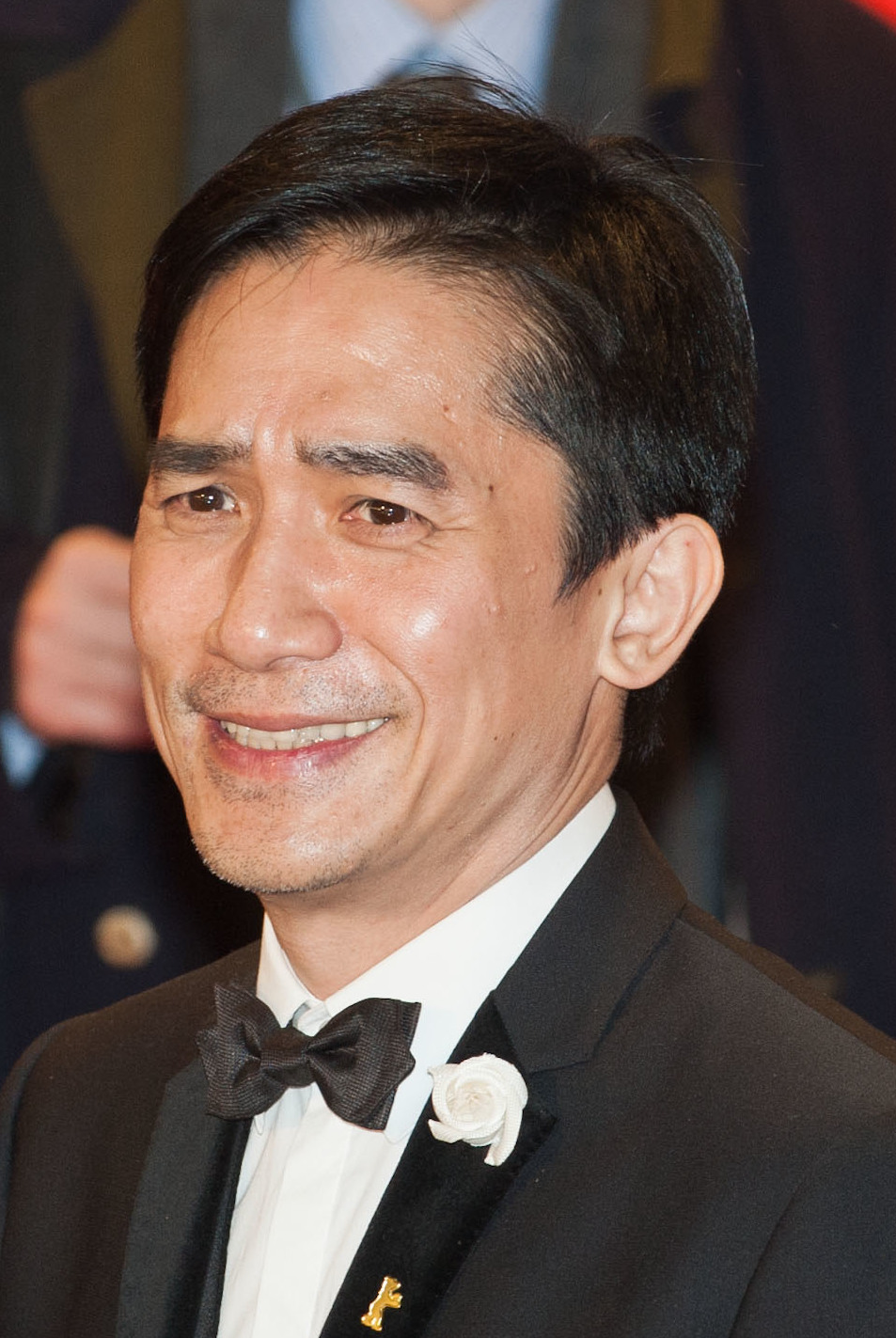
El actor Tony Leung interpretó el papel principal en la película

- Tony Leung es Lin Wen-ching
- Chen Sung-young es Lin Wen-heung
- Jack Kao es Lin Wen-leung
- Li Tian-lu es Lin Ah-lu
- Xin Shufen es Hinomi
- Wu Yi-fang es Hinoiei
- Nakamura Ikuyo es Shizuko
- Jan Hung-tze es el señor Lin
- Wu Nien-jen es el señor Wu

## Recepción
En el sitio especializado en reseñas cinematográficas Rotten Tomatoes, la película tiene actualmente un 100% de aprobación. Richard Brody del magazín The New Yorker afirmó: "Ciudad doliente transmite la intensa lucha personal del director en la encrucijada de la historia a gran escala y de la memoria privada; con una ironía muy amarga, describe el nacimiento de una nación al precio de la disolución de una familia". Por su parte, Dave Kehr de Chicago Tribune expresó que "Ciudad doliente es una gran película que se verá mientras haya gente que se preocupe por el cine como un arte".